# Oleg Sokolov
Pour les articles homonymes, voir Sokolov.
 (octobre 2012).
Oleg Valerievitch Sokolov (en russe : Олег Валерьевич Соколов) est un historien russe, né en 1956 à Léningrad. Il est spécialiste de l’époque napoléonienne.
Fin 2019, il est incarcéré à la suite du meurtre de sa compagne, une étudiante de près de quarante ans sa cadette.

## Biographie
Oleg Sokolov entame des études scientifiques, avant de se consacrer définitivement à l’histoire. Après une thèse sur les officiers français à l’époque révolutionnaire, il a publié des ouvrages sur l’histoire militaire et les campagnes napoléoniennes. Il enseigne comme professeur de civilisation française à l’université de Saint-Pétersbourg.
Président de l’association russe d’histoire militaire, sa participation à de nombreuses reconstitutions lui vaut la faveur des télévisions européennes qui font souvent appel à lui comme conseiller technique[réf. nécessaire].
Il a été fait chevalier de la Légion d'honneur en 2003,.
Enseignant et membre du conseil scientifique à l'Institut des sciences sociales, économiques et politiques (Issep), école fondée à Lyon par l’ancienne députée du Front national, Marion Maréchal, il est démis de toutes fonctions le 9 novembre 2019 à la suite de l'affaire Anastasia Iechtchenko (uk).

## Affaire Anastasia Iechtchenko
Le 9 novembre 2019, Oleg Sokolov est arrêté à Saint-Pétersbourg sur le quai de la Moïka. Il a avec lui un sac dans lequel des mains de femme tranchées sont découvertes. Il serait tombé à l'eau alors qu'il tentait de faire disparaître ces restes humains. Le comité d'enquête de la fédération de Russie à Saint-Pétersbourg a ouvert une procédure pénale au titre de la partie 1 de l'article 105 du Code pénal de la fédération de Russie (« meurtre »). Le corps sans tête découvert dans l’appartement de Sokolov est celui de son élève et co-auteure Anastasia Iechtchenko (uk), âgée de 24 ans, qui était sa compagne. Il avoue le 10 novembre l'avoir tuée.
Ce meurtre rouvre un débat sur les violences conjugales, alors que le pays a diminué les peines pour les violences dans le cadre familial. Son procès s'ouvre le 9 juin 2020 en Russie. Le 25 décembre 2020, il est condamné à 12 ans et demi de prison.

## Ouvrages traduits en français
- L’Armée de Napoléon, éditions Commios, 600 p.
- Austerlitz – Napoléon, l’Europe et la Russie, éditions Commios, 592 p.
- Le Combat de deux Empires, Paris, Éditions Fayard, coll. « Divers Histoire », 2012, 528 p.  (ISBN 978-2-213-67076-8)